# Aurora (zonnewagen)
Aurora is de naam van verschillende zonnewagens die meededen aan de World Solar Challenge. De Aurora Vehicle Association is het Australische team dat de auto's maakt en rijdt. 
De Aurora 101 was in 1999 de winnaar van de World Solar Challenge. De Aurora 101 legde de afstand van circa 3000 km af in 41 uur en 6 minuten met een gemiddelde snelheid van 73,0 km/uur. Ook in 2001, 2003, 2005 en 2009 nam de Aurora 101 deel. 
Tijdens de World Solar Challenge 2007 had de auto een andere naam, namelijk Aurora Challenge. De Aurora Challenge eindigde als derde in het eindklassement. 